# Зороков
Зо́роков (укр. Зороків) — село на Украине, основано в 1631 году, находится в Черняховском районе Житомирской области.
Код КОАТУУ — 1825684401. Население по переписи 2001 года составляет 340 человек. Почтовый индекс — 12335. Телефонный код — 4134. Занимает площадь 1,2 км².

## Адрес местного совета
12335, Житомирская область, Черняховский район, с.Зороков, ул.Ленина, 51